# De la lumière quand même
Pour plus de détails, voir Fiche technique et Distribution.
De la lumière quand même est un film français réalisé par Manuel Poirier, sorti en 2000.

## Synopsis
Le réalisateur interviewe quatre enfants placés en foyer ou en famille d'accueil.

## Fiche technique
- Titre : De la lumière quand même
- Réalisation : Manuel Poirier
- Photographie : Nara Keo Kosal
- Montage : Catherine Quesemand
- Production : Gilles de Maistre
- Société de production : Tétra Média
- Pays :  France
- Genre : documentaire
- Durée : 80 minutes
- Dates de sortie : 
  -  France : 6 décembre 2000

## Accueil
Thomas Sotinel pour Le Monde évoque des « moments d'émotion intense ». Frédéric Strauss pour Télérama estime que le film est parfois « assez maladroit ».